# Климент VII (антипапа)
Климент VII (в миру — Роберт, граф Женевский; 1342 год — 16 сентября 1394 года) — антипапа с 20 сентября 1378 года до смерти. Первый из двух «авиньонских» антипап периода Великого западного раскола.

## Биография

### До избрания
Роберт был одним из младших сыновей Амадея III,  графа Женевского, родился в 1342 году. Выбрав для себя духовную стезю он был уже в юношеском возрасте рукоположён в священники, а в 1359 году стал апостольским протонотарием. В 1361 году он был хиротонисан в епископы и назначен епископом Теруана (города на севере Франции), в 1368 году Роберт стал епископом Камбре, а 30 мая 1371 года — кардиналом.
В 1376 году был назначен легатом папы в Северной Италии, где в этот момент вспыхнуло восстание в папских областях. Роберт, чей характер и образ жизни больше напоминал военного, чем священнослужителя, самолично возглавил войска, присланные на подавление мятежа. При взятии города Чезена было убито около 4 тысяч человек, что принесло Роберту Женевскому прозвища «мясник» и «чезенский палач».

### Церковный раскол
После смерти Григория XI конклав, собравшийся в Риме, выбрал новым папой Бартоломео Приньяно, принявшего имя Урбан VI. Он был коронован 10 апреля 1378 года, а кардиналы-выборщики выразили ему почтение, как законно избранному папе. Однако меры, которые новый понтифик предпринял против кардиналов и куриальных сановников, в особенности неитальянской национальности, привели к тому, что уже к осени 1378 года папа восстановил против себя почти всех кардиналов. 

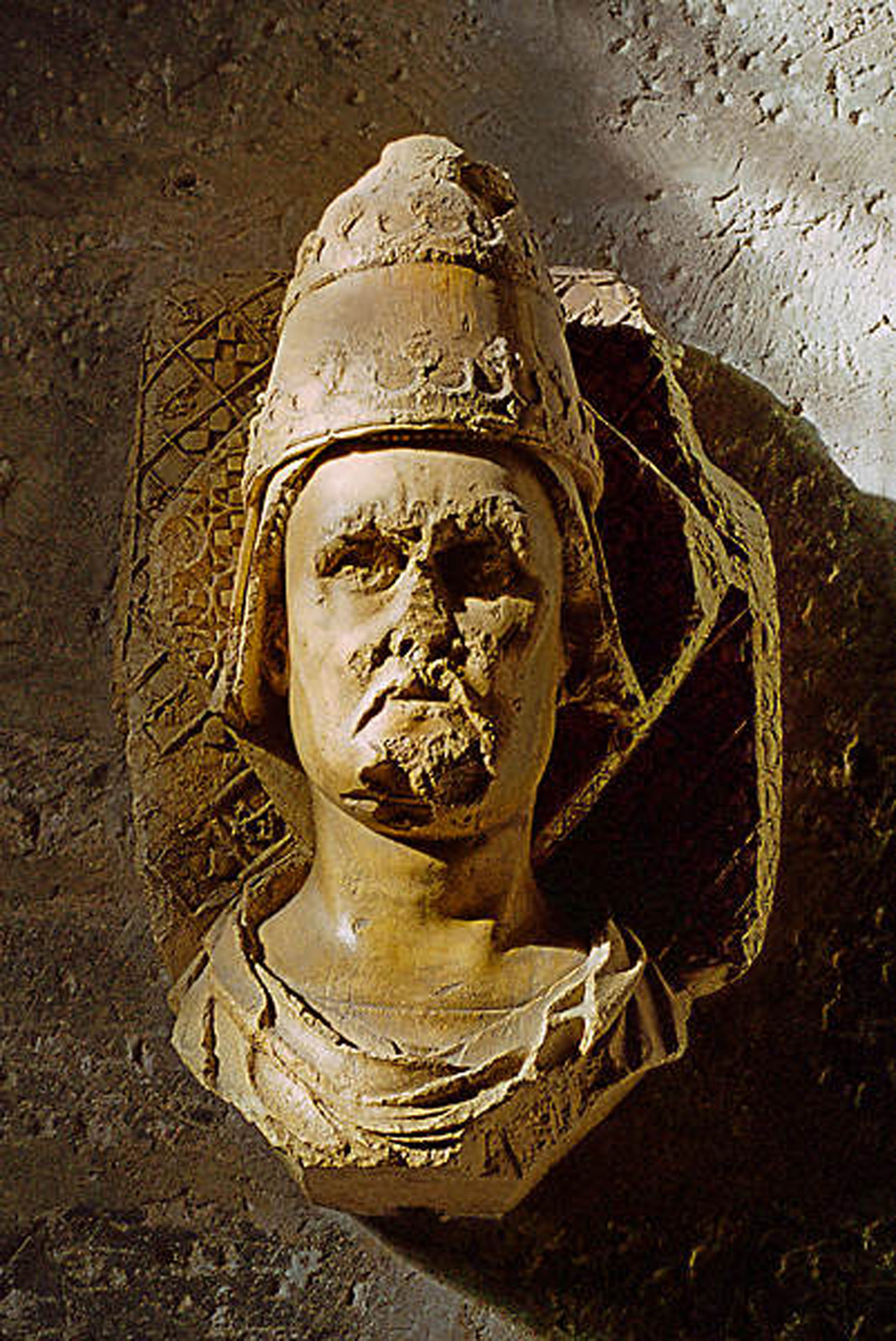
Бюст Климента VII в Малом дворце Авиньона

Большинство кардиналов-выборщиков, включая всех французских, собрались в городе Фонди и аннулировали решение предыдущего конклава (под предлогом, что он испытывал давление народа). В ответ Урбан VI назначил 29 новых кардиналов из числа своих приверженцев.
20 сентября 1378 года кардиналы в Фонди выбрали Роберта Женевского новым папой. Он принял имя Климент VII и попытался с помощью оружия покорить Рим. Однако население города защитило Урбана VI, и Климент вынужден был отступить от стен Рима. Он направился в Авиньон, где быстро восстановил былую папскую администрацию. Оба папы предали друг друга анафеме, сделав, таким образом, церковный раскол свершившимся фактом. Раскол Западной церкви позднее получил название Великой схизмы и продолжался несколько десятилетий. Законность Урбана VI была признана Священной Римской империей, Венгрией, Польшей, скандинавскими странами и Англией; Климента поддерживали Франция, Шотландия, Неаполь, Сицилия и страны Пиренейского полуострова.
В 1390 году вместе с папой римским Бонифацием IX благословил Варварийский крестовый поход.
Вплоть до смерти в 1394 году Климент VII имел резиденцию в Авиньоне. Он поддержал Людовика II в борьбе за Неаполь и отлучил его соперника Владислава от Церкви. Антипапа Климент не предпринимал никаких попыток ликвидировать церковный раскол. После его смерти его преемником стал Бенедикт XIII.